# تپه بالاش گرد
تپه بالاش گرد، مربوط به دوران‌های تاریخی پس از اسلام است و در بلداجی واقع شده است. این اثر در تاریخ ۲۴ فروردین ۱۳۸۲ با شمارهٔ ثبت ۸۲۳۰ به‌عنوان یکی از آثار ملی ایران به ثبت رسیده است.